# Julia Ratcliffe
Julia Ratcliffe (ur. 14 lipca 1993) – nowozelandzka lekkoatletka specjalizująca się w rzucie młotem.
W 2009 zajęła 10. miejsce podczas mistrzostw świata juniorów młodszych, a rok później startowała na igrzyskach olimpijskich młodzieży w Singapurze. Czwarta zawodniczka juniorskich mistrzostw świata w Barcelonie (2012). W 2013 była siódma na uniwersjadzie w Kazaniu. W 2014 zdobyła srebrny medal na igrzyskach Wspólnoty Narodów w Glasgow. Brązowa medalistka uniwersjady z Gwangju (2015).
Złota medalistka mistrzostw Nowej Zelandii oraz czempionatu NCAA.
Rekord życiowy: 73,55 (26 marca 2021, Hastings) – do 20 maja 2021 rekord Australii i Oceanii.

## Osiągnięcia
| Rok  | Impreza                               | Miejsce    | Lokata               | Wynik |
| ---- | ------------------------------------- | ---------- | -------------------- | ----- |
| 2009 | Mistrzostwa świata juniorów młodszych | Bressanone | 10. miejsce          | 51,62 |
| 2010 | Igrzyska olimpijskie młodzieży        | Singapur   | 2. miejsce (Finał B) | 50,49 |
| 2012 | Mistrzostwa świata juniorów           | Barcelona  | 4. miejsce           | 67,00 |
| 2013 | Uniwersjada                           | Kazań      | 7. miejsce           | 65,17 |
| 2014 | Igrzyska Wspólnoty Narodów            | Glasgow    | 2. miejsce           | 69,96 |
| 2015 | Uniwersjada                           | Gwangju    | 3. miejsce           | 67,56 |
| 2017 | Mistrzostwa świata                    | Londyn     | el. – 26. miejsce    | 64,72 |
| 2017 | uniwersjada                           | Tajpej     | 11. miejsce          | 61,39 |
| 2018 | Igrzyska Wspólnoty Narodów            | Gold Coast | 1. miejsce           | 69,94 |
| 2019 | Mistrzostwa Oceanii                   | Townsville | 1. miejsce           | 71,39 |
| 2019 | Mistrzostwa świata                    | Doha       | el. – 14. miejsce    | 70,45 |
| 2021 | Igrzyska olimpijskie                  | Tokio      | 9. miejsce           | 72,69 |
| 2022 | Mistrzostwa świata                    | Eugene     | el. – 16. miejsce    | 69,96 |
| 2022 | Igrzyska Wspólnoty Narodów            | Birmingham | 2. miejsce           | 69,63 |